# 学校法人駒澤大学
学校法人 駒澤大学（がっこうほうじん こまざわだいがく）は、東京都世田谷区駒沢に本部を置く曹洞宗系の学校法人。大学1校・高等学校2校を擁する。
学校法人駒澤学園は、同じ宗教法人曹洞宗系列だが別の学校法人である。

## 設置機関

### 設置校
- 駒澤大学
- 駒澤大学高等学校
- 駒澤大学附属苫小牧高等学校

### かつての設置校
- 岩見沢駒澤短期大学 - 1987年に募集停止（1989年に廃校）
- 駒澤大学苫小牧短期大学 - 2001年に募集停止（2003年に廃校）
- 駒澤短期大学 - 2006年に募集停止（2009年に廃校）
- 駒澤大学附属岩見沢高等学校 - 2012年に募集停止（2014年に廃校）
- 苫小牧駒澤大学 - 2018年に学校法人京都育英館へ移管（2021年から大学名は北洋大学）
- 駒澤大学苫小牧専門学校 - 駒澤大学が1989年に設置。運営元は学校法人駒澤大学苫小牧専門学校。1999年に募集停止（2001年に廃校）
- 駒沢看護保育福祉専門学校 - 駒澤大学が1978年に設置。運営元は学校法人駒澤大学岩見沢学園。2007年に学校法人駒沢岩見沢学園に変更（2014年から専門学校名は駒沢看護専門学校）
- 駒沢岩見沢幼稚園 - 駒澤大学が1973年に設置。運営元は学校法人駒澤大学岩見沢学園。2007年に学校法人駒沢岩見沢学園に変更（現在も幼稚園名は駒沢岩見沢幼稚園）
- 駒沢苫小牧幼稚園 - 駒澤大学が設置。運営元は学校法人駒澤大学苫小牧学園。2007年に学校法人駒沢苫小牧学園に変更（現在も幼稚園名は駒沢苫小牧幼稚園）

## 校歌
一.
新人立てり 立てり 竹は波うつ
晴れたり この空 この我が駒澤
漲る緑は 光と渦巻く
旃檀林 旃檀林
時代は正しく飛躍し来れり
捉へよ輝くこの現実
我等が校旗は雲と起れり
二.
新人勢へ 勢へ 風は波うつ
おこれり この意気 この我が青春
張り満つ若さは 希望と羽ばたく
旃檀林 旃檀林
時代は正しく飛躍し来れり
守持せよ輝くこの道程
我等が校旗は雲と動けり
三.
新人期せよ 期せよ 声は波うつ
澄みたり この学 この我が精神
信誠敬愛 自ら閃く
旃檀林 旃檀林
時代は鋭く飛躍し来れり
切れ切れ輝くこの尖端
我等が校旗は雲と光れり

## 歴代総監・歴代総長・歴代学長
「経歴」節の出典は『駒澤大學百二十年史』駒澤大學、2002年10月15日、p156～161。
歴代総監
- 辻顕高
- 里見天海
- 原坦山
- 福山黙堂
- 山腰天鏡

歴代学長
- 秋野孝道
- 丘宗潭
- 忽滑谷快天
- 大森禅戒
- 立花俊道
- 宇井伯寿
- 中根環堂
- 立花俊道（再任）
- 山上曹源

歴代総長
- 岡田宜法
- 衛藤即応
- 保坂玉泉
- 山田霊林
- 榑林皓堂
- 岡本素光
- 大久保道舟
- 水野弘元
- 櫻井秀雄

歴代総長・歴代学長
- 桜井徳太郎（学長）
- 鏡島元隆（総長）
- 平井俊榮（学長）
- 阿部肇一（学長）
- 奈良康明（学長）
- 松田文雄（総長）
- 雨宮眞也（学長）
- 大谷哲夫（学長・総長）
- 池田練太郎（学長）
- 田中良昭（総長）
- 石井清純（学長）
- 池田魯参（総長）
- 廣瀬良弘（学長）
- 永井政之（総長）
- 長谷部八朗（学長）
- 各務洋子（学長）